# Jules LeBlanc

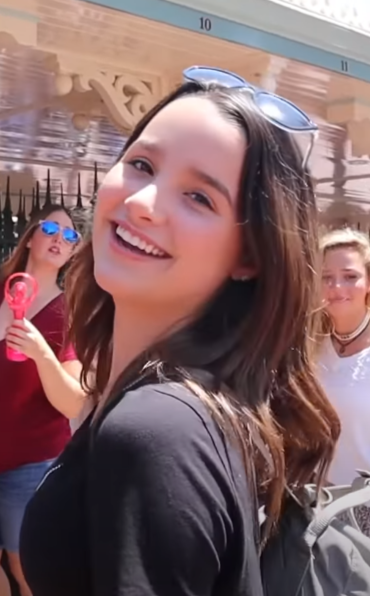
Jules LeBlanc (2019)

Julianna Grace LeBlanc (* 5. Dezember 2004 in Augusta, Georgia) ist eine US-amerikanische Schauspielerin.

## Karriere
Jules LeBlanc war ursprünglich für ihre Gymnastikvideos bekannt. Mit ihren Turnwettbewerben und Tutorials begann sie 2008 auf ihrem YouTube-Kanal zu veröffentlichen, der früher als Acroanna bekannt war, als sie drei Jahre alt war. Der Name ihres Kanals wurde im Jahr 2017 geändert, um Musikvideos von LeBlanc zu zeigen.
LeBlanc war einer der Stars ihres täglichen Vlogs auf dem YouTube-Kanal Bratayley (7,3 Millionen Abonnenten). Die Vlogs, die ursprünglich nur für Verwandte gedacht waren und seit ihrem sechsten Lebensjahr gefilmt wurden, verfolgen das Leben der Familie LeBlanc. Im November 2019 wurde bekannt gegeben, dass sie mit dem Kanal aufhören und keine weiteren Videos mehr hochladen werden. Zu den Stars des Kanals gehören die Eltern Billy und Katie mit ihren beiden Töchtern Jules und Hayley. Der Name „Bratayley“ war ursprünglich ein Spitzname für Hayley, eine Kombination aus dem Wort „brat“ und dem Namen „Hayley“.
LeBlanc bekam auf ihrem TikTok-Handle Aufmerksamkeit für ihre Musik.
 Im April 2018 gewann sie dann die Shorty Awards als „Muser of the Year“.
LeBlanc und Hayden Summerall arbeiteten gemeinsam an einem YouTube Cover von „Little Do You Know“ von Alex & Sierra. Das Video zum Cover ging viral (62 Millionen Aufrufe). Das Cover der beiden erreichte Platz 48 der Emerging Artists Billboard Chart. Beide wurden für die Hauptrollen in Chicken Girls gecastet, obwohl sie bis dahin keine Schauspielerfahrung hatten. Im August 2017 veröffentlichte „Brat“ die Serie auf YouTube. Die Serie zeigt die Beziehung von LeBlanc und Summerall und konzentriert sich auf das tägliche Leben einer Gruppe von Freunden und Tänzern an der Faux High School „Attaway High“. Die erste Folge der Serie wurde über 17 Millionen Mal angeschaut.
Am 9. September 2017 erreichte LeBlancs Cover des Songs „Fly“ von Maddie & Tae Platz 34 der Billboard-Charts in der Kategorie „Country“-Songs. Im November 2017 veröffentlichte Jules ihre erste eigene Single mit dem Titel „Ordinary Girl“. Im Dezember 2017 kündigte das Teenie-Fanmagazin Tiger Beat an, dass Jules Anfang 2018 auf ihre erste US-Tournee gehen würde. Im Februar 2018 veröffentlichte Jules die Single „Little Things“. Anfang Mai 2018 veröffentlichte Jules mit dem Musiklabel Heard Well ein neues Pop-Country-Compilation-Album namens „Lollipop“ auf iTunes. Die kuratierte Sammlung enthält auch zwei Songs von Jules, „Somebody's Heart“ und „Photograph“. Anfang Juni veröffentlichte sie dann ihre neue Single „Picture This“ mit dem Social-Media-Star Austin Brown. Kurz vor Dezember 2018 veröffentlichte sie ihre Single „It's Gonna Snow“ als neuen Weihnachtssong.
Im August 2017 gab YouTube grünes Licht für die YouTube-Red-Originals-Serie We are Savvy als Fortsetzung der gleichnamigen Teenager-Magazin-Serie auf dem kanadischen Family Channel. Jules wurde als Co-Moderatorin der Serie eingeführt, die in ihrer Pilotfolge über 6 Millionen Aufrufe hatte und sich auf Musik, Mode und Lifestyle-Elemente konzentriert. Im Februar 2018 gab Variety bekannt, dass Lionsgate einen abendfüllenden Spielfilm von „Chicken Girl“ vermarkten wird. Außerdem gibt es einen Deal mit Skyhorse Publishing, um die Show in eine Buchreihe zu verwandeln.
Im Mai 2018 wurden LeBlanc und ihre Schwester Hayley in einer neuen Serie auf dem YouTube-Kanal „Brat“ besetzt. Im selben Monat wurde bekannt gegeben, dass sie und Addison Riecke die Hauptrollen in einer Brat-Teenie-Krimiserie namens A Girl Named Jo spielen würden, die in einer Kleinstadt im Jahr 1963 spielt. Ebenfalls im Mai 2018 trat Jules in Asher Angels Musikvideo zu „Chemistry“ auf, das von Fans als „Ashannie“ synchronisiert wurde. Im Dezember 2018 spielte LeBlanc im Film Holiday Spectacular von „Brat“ mit. Monate später spielte sie auch in einem weiteren Brat-Film, Spring Breakaway, mit.
Im Februar 2020 wurde LeBlanc für eine Hauptrolle in der Nickelodeon-Buddy-Comedy-Fernsehserie Side Hustle an der Seite von Jayden Bartels besetzt. Im Zuge der COVID-19-Pandemie in den Vereinigten Staaten bot Nickelodeon LeBlanc und Bartels eine virtuell produzierte Talkshow namens Group Chat an, die am 23. Mai 2020 ihre Premiere feierte. Side Hustle wurde im November 2020 uraufgeführt.

## Filmografie
- 2015: Neon Arcade (Fernsehserie, 1 Folge)

- 2016: We Are Savvy (Webserie, 32 Folgen)
- 2017–2022: Chicken Girls (Webserie, 75 Folgen)
- 2018: Mani (Webserie, 1 Folge)
- 2018: Overnights (Webserie, 1 Folge)
- 2018: Bizzardvark (Fernsehserie, 1 Folge)
- 2018–2019: A Girl Named Jo (Webserie, 23 Folgen)
- 2018: Chicken Girls: The Movie (Webfilm)
- 2018: Brat Holiday Spectuacular (Webfilm)
- 2019: Cousins for Life (Fernsehserie, 1 Folge)
- 2019: Spring Breakaway (Webfilm)
- 2019: Annie VS Hayley (Webserie, 11 Folgen)
- 2019: Intern-in-Chief (Webfilm)
- 2019–2020: Sunnyside Up (Webserie, 8 Folgen)
- 2020: Group Chat (Fernsehserie, 6 Folgen)
- 2020: KidsTogehter: The Nickelodeon TownHall (Fernsehspecial)
- 2020–2022: Side Hustle (Fernsehserie, 46 Folgen)
- 2020: All Das (All That, Fernsehserie, 1 Folge)

## Diskografie
- 2017: Fly
- 2017: Little Do You Know
- 2017: Birds of a Feather
- 2017: Photograph
- 2017: Ordinary Girl
- 2018: Little Things
- 2019: Over Getting Over You
- 2019: Two Sides
- 2019: Play Nice
- 2019: Who Are You
- 2019: Utopia

## Auszeichnungen und Nominierungen
Streamy Awards
- Kids and Family (Nominierung)
- Acting in a Drama (Nominierung)

Shorty Awards
- Muser of the Year (Gewonnen)

Teen Choice Awards
- Choice Music Web Star (Gewonnen)

Kids Choice Awards
- Favorite Female Social Web Star (Gewonnen)